# Wallengrenia ophites
Wallengrenia ophites is een vlindersoort uit de familie van de dikkopjes (Hesperiidae). De wetenschappelijke naam van de soort werd in 1878 als Pamphila ophites gepubliceerd door Paul Mabille.

## Verspreiding
De soort komt voor in de Caraïben, waaronder Sint Maarten, Sint Eustatius, Saba, Saint Kitts, Saint Lucia, Saint Vincent, Guadeloupe, Dominica en Trinidad.